# Youth International Party
Youth International Party, vars medlemmar kallade sig för Yippies, var en radikal ungdomlig rörelse som uppstod i kölvattnet på 1960-talets antikrigsrörelser och free speech-rörelser. Rörelsen grundades formellt den 31 december 1967.